# Cellaria sobrinoi
Cellaria sobrinoi är en mossdjursart som beskrevs av Lopez de la Cuadra och Garcia-Gomez 2000. Cellaria sobrinoi ingår i släktet Cellaria och familjen Cellariidae. Inga underarter finns listade i Catalogue of Life.